# Quan hệ Indonesia – Tòa Thánh
Quan hệ Indonesia – Tòa Thánh là một phần quan trọng trong cuộc đối thoại giữa các quốc gia kể từ khi Indonesia có dân số đông người Hồi giáo lớn nhất thế giới, và Indonesia công nhận Công giáo Rôma là một trong sáu tôn giáo được chấp nhận. Tòa Thánh có một tòa sứ thần ở Jakarta, trong khi Indonesia có một đại sứ quán ở Rome.

## Lịch sử
Đã có mối quan hệ giữa Toà Thánh và Indonesia kể từ thời đại của đế chế Majapahit. Giữa năm 1318-1330 CE, Mattiussi, một tu sĩ dòng Phanxicô, đã đến thăm nhiều nơi ở Indonesia ngày nay: Sumatra, Java và Borneo. Ông đã được Giáo hoàng phái đi để khởi động một nhiệm vụ truyền giáo vào vùng đất của người Mông Cổ trong vùng sâu trong nội địa châu Á. Trong báo cáo của mình, ông mô tả cung điện tuyệt vời của vua Java và cuộc chiến tranh với Đại Khan của Trung Quốc. Đó là trình chỗ ở của vua Majapahit Jayanegara ở Trowulan được Mattiussi viếng thăm.
Trong thời kỳ là thuộc địa Đông Ấn thuộc Hà Lan, một số vùng của Indonesia, chẳng hạn như Flores, được gọi là khu vực đa số Công giáo. Trong thời kỳ thuộc địa, hầu hết người châu Âu cư trú ở Đông Ấn thuộc Hà Lan là người Tin Lành; tuy nhiên, giáo lý của Giáo hội Công giáo bắt đầu phát triển ở đó trong thế kỷ 19. Tòa Thánh đã công nhận nước Cộng hòa Indonesia vào ngày 6 tháng 7 năm 1947 và thành lập chức danh Khâm sứ Tòa Thánh tại nước này. Quan hệ chính thức giữa Cộng hòa Indonesia và Tòa Thánh được thành lập vào năm 1950 với tư cách là Quyền Sứ thần Tòa Thánh (Apostolic InterNunciature).  Vào tháng 12 năm 1965, chức danh Đại diện Vatican tại Indonesia đã thay đổi thành Sứ thần Tòa Thánh.
Đã có hai chuyến viếng thăm giáo hoàng đến Indonesia: Giáo hoàng Phaolô VI đến Indonesia vào tháng 12 năm 1970, và Giáo hoàng Gioan Phaolô II vào tháng 10 năm 1989. Cả hai đều đã đến thăm Tổng thống Suharto. Trong chuyến viếng thăm của ông, Giáo hoàng Gioan Phaolô II đã cử hành một thánh lễ và thu hút số giáo dân tham gia lên đến 130.000 người Công giáo Indonesia tụ họp tại Sân vận động Bung Karno ở Gelora.  Kể từ tháng 9 năm 2017, Sứ thần Tòa thánh của Indonesia được giao cho Tổng giám mục Piero Pioppo.